# Brzeźnica (Powiat Wadowicki)
Brzeźnica ist ein Dorf im Powiat Wadowicki der Woiwodschaft Kleinpolen in Polen. Es ist Sitz der gleichnamigen Landgemeinde mit etwa 10.200 Einwohnern.

## Geographie
Der Ort liegt am südlichen Ufer der Weichsel, an der Mündung des Bachs Brodawka bzw. Brzeźnica. Die Nachbarorte sind Kołoczyn im Norden, Czernichów im Nordosten, Brzezinka im Osten, Marcyporęba im Süden, Nowe Dwory im Westen sowie Chrząstowice im Nordwesten.

## Geschichte
Die Umgebung wurde wahrscheinlich von der Familie Radwanici im frühen 13. Jahrhundert besiedelt. Das Gebiet zwischen den Flüssen Skawa im Westen und Skawinka im Osten wurde im Jahr 1274 von Kleinpolen abgetrennt und ans Herzogtum Oppeln angeschlossen. Der Ort wurde im Jahr 1377 als Brzeznicz[e] erstmals erwähnt. Politisch gehörte dann das Dorf zum Herzogtum Auschwitz, dies bestand ab 1315 in der Zeit des polnischen Partikularismus. Seit 1327 bestand die Lehnsherrschaft des Königreichs Böhmen. Seit 1445 gehörte es zum Herzogtum Zator, dieses wurde im Jahr 1494 an Polen verkauft.
Die Auschwitzer Herzöge öffneten im Ort ein Zollkammer, im Jahr 1440 von Herzog Wenzel an Pakosz von Brzeźnica geschenkt.
Bei der Ersten Teilung Polens kam Brzeźnica 1772 zum neuen Königreich Galizien und Lodomerien des habsburgischen Kaiserreichs (ab 1804).
1918, nach dem Ende des Ersten Weltkriegs und dem Zusammenbruch der k.u.k. Monarchie, kam Brzeźnica zu Polen. Unterbrochen wurde dies nur durch die Besetzung Polens durch die Wehrmacht im Zweiten Weltkrieg. Es gehörte dann zum Generalgouvernement.
Nach dem Zweiten Weltkrieg wurde das Dorf ziemlich industrialisiert.
Von 1975 bis 1998 gehörte Brzeźnica zur Woiwodschaft Bielsko-Biała.

## Sehenswürdigkeiten

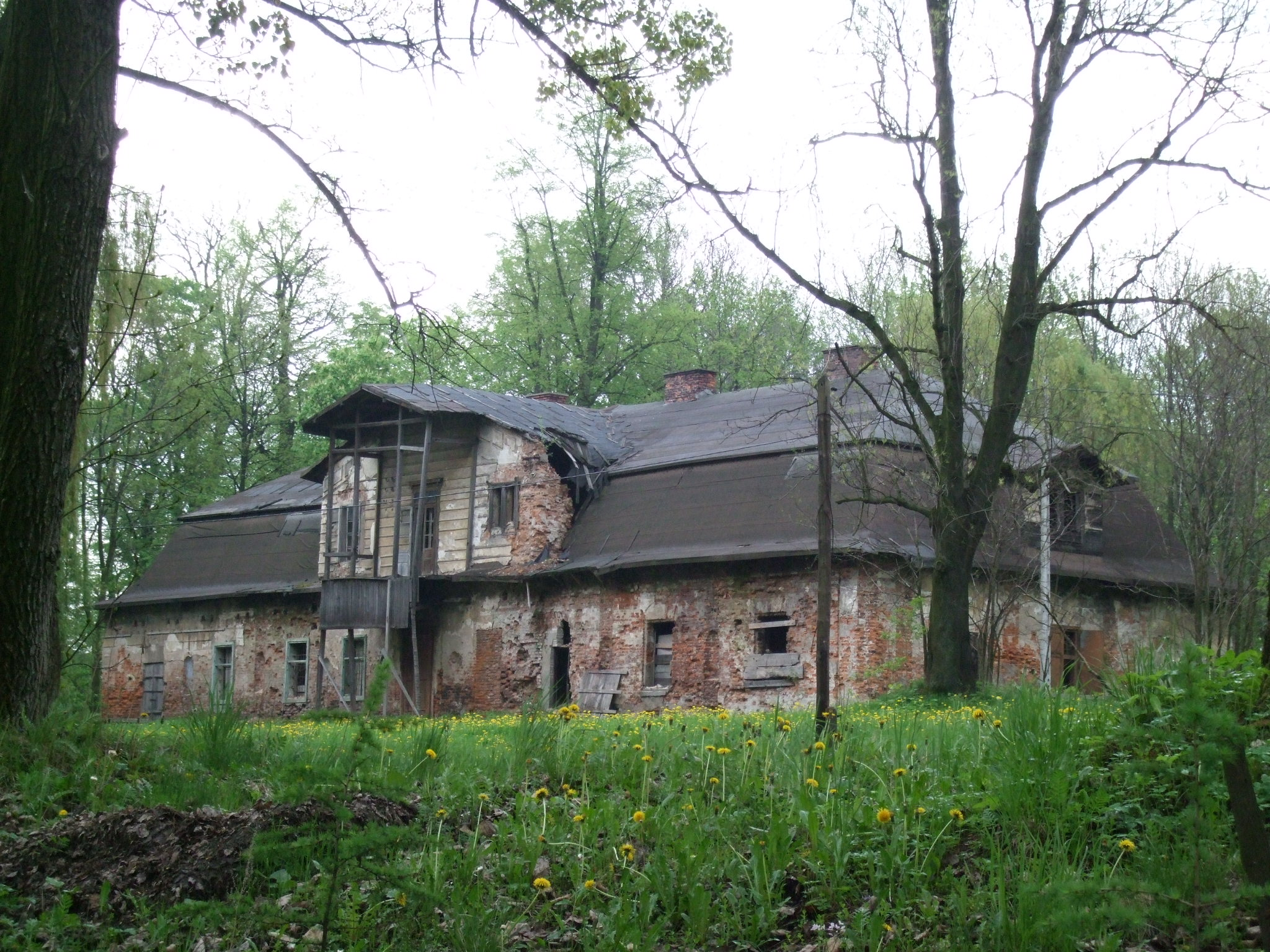
Gutshof der Familie Czartoryski

- Gutshof der Familie Czartoryski (18. Jahrhundert)

## Verkehr
Durch Brzeźnica verläuft die Staatsstraße DK 44, die Gliwice durch Oświęcim mit Kraków verbindet.

## Gemeinde
Zur Landgemeinde (gmina wiejska) Brzeźnica gehören weitere Dörfer mit 14 Schulzenämtern.